# Ostjavanische Dampfstraßenbahngesellschaft
Die ostjavanische Dampfstraßenbahngesellschaft, niederländisch Oost Java Stoomtram Maatschappij, kurz OJS, war eine niederländische Straßenbahngesellschaft auf der Insel Java im heutigen Indonesien. Sie unterhielt auf der Insel mehrere Straßenbahnbetriebe.

## Jakarta
Der Straßenbahnbetrieb in Jakarta begann bereits im Jahr 1869 mit der Einrichtung einer Pferdebahn. Die OJS löste 1880 diese durch Einrichtung einer Dampfstraßenbahn in der sogenannten Kapspur mit 1067 Millimeter Spurweite ab, da die Pferde die harte Arbeit im tropischen Klima nicht verkrafteten. Am 10. April 1899 richtete die Gesellschaft die erste elektrische Linie ein. Ihr folgten insgesamt vier weitere Linien, wobei die Dampfstraßenbahn 1930 ersetzt wurde. 1962 wurde der Betrieb eingestellt.

## Surabaya
Die Straßenbahn in Surabaya verkehrte zwischen dem 7. Juni 1888 und 1980. Auch sie fuhr mit einer Spurweite von 1067 mm. Begonnen wurde mit der Einrichtung einer Dampfstraßenbahn vom Hafen in Oedjoeng über den Hauptbahnhof und Wonokromo nach Sepandjang. 1923 kam die erste elektrisch betriebene Bahn hinzu, für die die Hannoversche Wagonbaufabrik HAWA Triebwagen lieferte. Insgesamt wurden vier Linien mit einer Linienlänge von insgesamt 24,8 Kilometern gebaut. Zwischen dem 10. November 1945 und Juli 1976 lag die Bahn aufgrund der Folgen des Zweiten Weltkriegs still. 1968 wurde der Betrieb der letzten drei nach dem Krieg verbliebenen elektrischen Linien eingestellt, die Dampfstraßenbahn hingegen überlebte bis 1980.

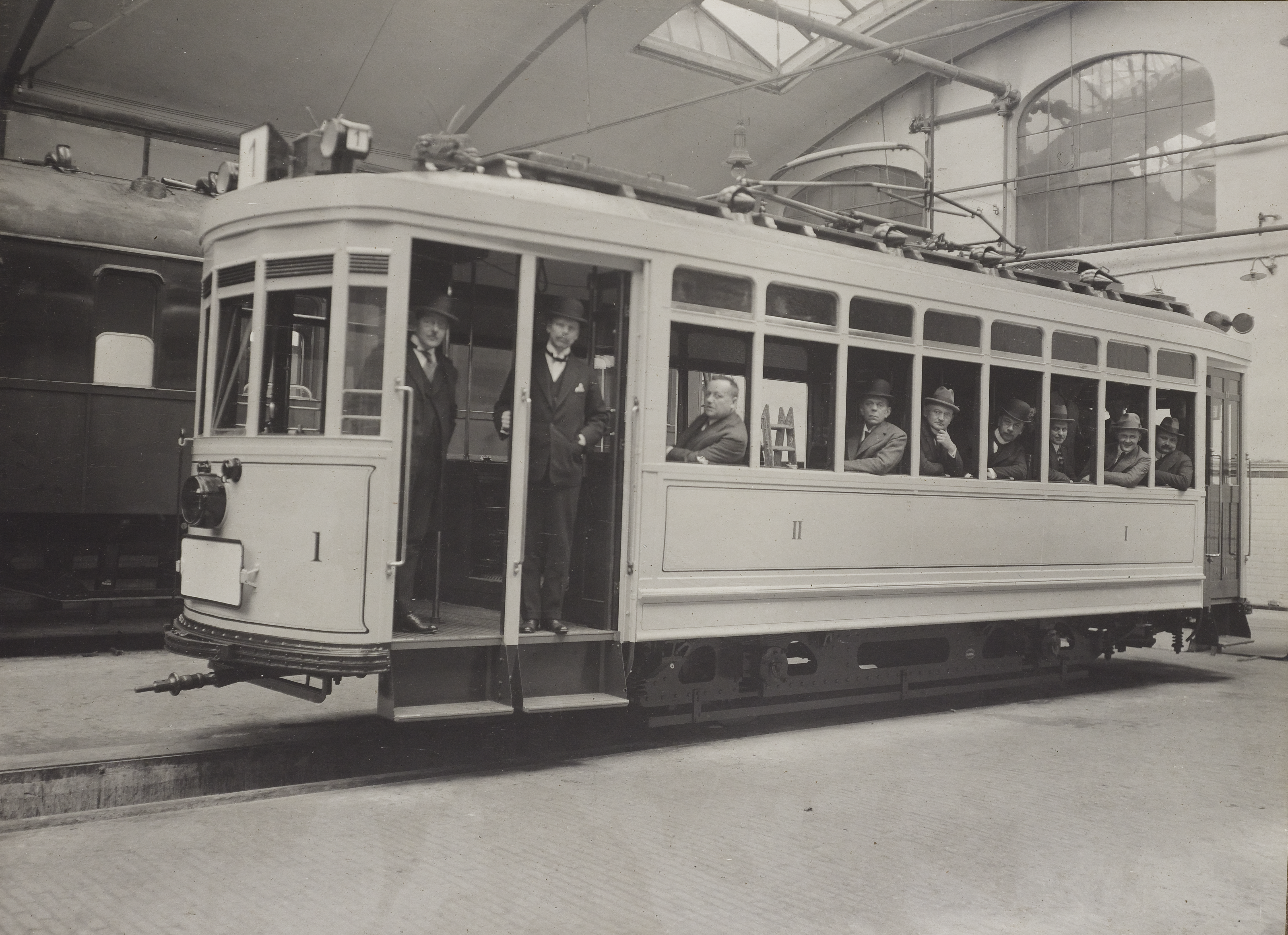
HAWA-Triebwagen für Surabaya (damals in Niederländisch-Indien) aus dem Jahr 1923